# Didn't I Say to Make My Abilities Average in the Next Life?!
Watashi, nōryoku wa heikinchi de tte itta yo ne! (私、能力は平均値でって言ったよね！, litt. « N'ai-je pas dit d'avoir des capacités dans la moyenne !? »), abrégée en Nōkin (のうきん) et en Heikinchi (平均値), est une série de light novel écrite par FUNA et illustrée par Itsuki Akata. L'histoire suit la nouvelle vie d'une jeune fille qui avait souhaité une vie normale au Créateur lorsqu'elle se réincarnerait dans un nouveau monde mais se voit regagner des capacités extraordinaires qu'elle tente ainsi de cacher pour paraître normale. La série est également connue sous son nom anglais Didn't I Say to Make My Abilities Average in the Next Life?! (litt. « N'ai-je pas dit de rendre mes capacités normales dans la prochaine vie ?! »).
Publiée à l'origine en ligne comme étant une websérie sur le site Shōsetsuka ni narō, elle est éditée en light novel par Earth Star Entertainment depuis mai 2016,. Une adaptation en manga de Neko Mint est publiée dans le magazine Comic Earth Star de Earth Star Entertainment depuis août 2016. Une adaptation en série télévisée d'animation par le studio Project No.9 est diffusée pour la première fois entre le 7 octobre et le 23 décembre 2019,.

## Synopsis
Misato Kurihara est une génie. C'est ce qu'on lui disait depuis que ses capacités exceptionnelles ont commencé à émerger, faisant que les gens attendaient beaucoup d'elles. Mais dans la journée de la cérémonie de remise des diplômes de son lycée, un chauffeur inattentif fonce dans la direction d'une petite fille ; sans réfléchir, Misato sauta dans la rue, protégeant la petite fille au prix de sa vie. À son réveil, elle rencontre Dieu, le Créateur, qui lui explique que la fille qu'elle a sauvée mènera une vie de grande renommée. Satisfaite, Misato, lorsqu'elle eut l'occasion de se réincarner, demanda à Dieu de faire en sorte que ses capacités soient dans la moyenne. Dans son nouveau monde, elle était bien dans la moyenne, jusqu'à ce que ses souvenirs de sa vie antérieure refassent entièrement surface. Les calculs de Dieu de ce qui est la « moyenne » étaient loin d'être normaux, faisant que Misato (maintenant Adele von Ascham et fille d'un vicomte) se situait exactement à mi-chemin entre les deux extrêmes absolus qu'est la personne la plus faible à celle de la plus forte de ce monde. À la suite de cette révélation, Adele jure de vivre sa vie de la manière la plus normale et la plus moyenne possible dans ce nouveau monde.

## Personnages

### Le Serment rouge
Adele von Ascham (アデル・フォン・アスカム, Aderu fon Asukamu) / Mile (マイル, Mairu)
Voix japonaise : Hikaru Koide (ja) (CM), Azumi Waki (ja) (anime),
Elle est la protagoniste de la série. Elle a un ruban rose dans ses longs cheveux argentés. Avant de mourir, elle était une jeune japonaise appelée Misato Kurihara (栗原海里, Kurihara Misato). Même si elle avait oublié sa précédente vie durant les premières années suivant sa naissance ; toutefois, elle se rappelle tous ses souvenirs à ses dix ans avec un fort mal de tête. Le Créateur lui parle de Nanomachines et se rend compte qu'elle peut parler avec elles. À ce moment-là, les ondes de pensée d'Adele représentent environ la moitié des Anciens dragons (environ 6 800 fois plus puissantes qu'un humain normal) et le niveau d'autorité pour utiliser Nanomachines est de 5 (les créatures normales sont en générales au niveau 1). Elle est entrée à l'académie Eckland pour pouvoir vivre comme une fille ordinaire mais elle n'a pas réussi à cacher ses capacités. Pour cette raison, Adele a abandonné l'Académie Eckland et a quitté son pays d'origine. Elle tente ensuite de devenir une chasseuse, sous le pseudonyme de Mile, et se rendit à l'École des Chasseurs sur les recommandations d'autres chasseurs, où elle y rencontre les membres de son groupe « Le Serment rouge » (赤き誓い, Akaki chikai).
Reina (レーナ, Rēna)
Voix japonaise : Yuki Nakashima (ja) (CM), Sora Tokui (anime),
Aussi connue sous le nom de « Reina, la Rouge » (赤のレーナ, Aka no rēna), elle est une mage spécialisée dans la magie du feu. Née d'une famille de marchands ambulants, elle est devenue très jeune une chasseuse, ce qui lui a permis d'acquérir les connaissances et l'expérience les plus pratiques parmi les membres du Serment rouge. Elle a un sort de feu caractéristique appelé Crimson Hellfire. Bien qu'elle ait quinze ans au début de la série, elle est présumée être aussi âgée que Mile, la plus jeune membre de leur groupe, en raison de sa taille et de son apparence, ce qui la met souvent en colère.
Mavis von Austien (メーヴィス・フォン・オースティン, Mēvisu fon Ōsutin)
Voix japonaise : Fumiko Uchimura (ja),
La cheffe officielle du Serment rouge (même si c'est Reina qui apparaît comme l'actuelle « dirigeante ») et une épéiste issue d'une famille de noble. Après avoir fui sa maison dans l'espoir de devenir chevalière, elle a rencontré les autres membres du Serment rouge à l'École des Chasseurs, ce qui l'a aidé à former le groupe. Elle est grande et a une apparence androgyne, ce qui la rend populaire auprès des autres filles.
Pauline (ポーリン, Pōrin)
Voix japonaise : Masumi Tazawa (ja),
Une mage spécialisée dans la guérison et la magie de l'eau, elle est la fille d'un marchand et la comptable du Serment rouge. En dépit de son air avare, elle a généralement une apparence et un comportement doux mais elle est connue pour montrer des crises de rage lorsqu'elle est provoquée.

### Académie Eckland
Marcela (マルセラ, Marusera)
Voix japonaise : Maki Kawase (ja),
La troisième fille d'un baron et une amie d'Adele.
Monika (モニカ)
Voix japonaise : Kiyono Yasuno (ja),
La fille d'un commerçant et une amie d'Adele.
Aureana (オリアーナ, Oriāna)
Voix japonaise : Hisako Tōjō (ja),
Un roturier fréquentant l'Académie Eckland avec une bourse et un ami d'Adele.

### Autres
Misato Kurihara (栗原 海里, Kurihara Misato)
La précédente vie d'Adele, Misato était une prodige depuis sa naissance dans presque tous les domaines. Pour cette raison, elle a vécu dans une vie marquée par de lourdes attentes de la part de sa famille, isolée socialement de ses pairs. Après sa cérémonie de remise des diplômes au lycée, elle vient au secours d'une jeune fille qui est tombée de son vélo dans la rue, Misato est heurtée et tuée par un camion. Elle se réveille dans un espace hors du temps et est accueillie par une figure divine appelée « Le Créateur ». Afin de remercier Misato pour avoir sauvé la jeune fille, qui était sous la protection directe du Créateur, ce dernier lui propose de lui donner une nouvelle vie dans un autre monde, avec les capacités de son choix. Ne souhaitant pas refaire la vie qu'elle menait et espérant rechercher un bonheur normal, Misato demande au Créateur de lui accorder des capacités « moyennes » dans sa prochaine vie. Elle adore les anime, les mangas et les jeux vidéo, dont elle va utiliser ses connaissances de manière très intéressante dans sa nouvelle vie.
Keiko Kurihara (栗原 経緯子, Kurihara Keiko)
La petite sœur de Misato.
Le Créateur (創造主, Sōzōnushi)
Un jeune homme que Misato a rencontré après sa mort, qui prétend jouer un rôle similaire à celui de « Dieu ». Pour remercier Misato de son courage, il lui a offert une réincarnation dans un monde fantastique avec des capacités « moyennes », comme demandé.
Nano (ナノちゃん, Nano-chan)
Voix japonaise : Wataru Hatano,
Une créature mystérieuse que seule Adèle peut reconnaître. Il veille sur les nanomachines qui composent la magie des gens.
Renny (レニー, Renī)
Voix japonaise : Hiyori Kono (ja),
La fille d'une famille d'aubergiste.

## Productions et supports

### Light novel
Écrite par FUNA, Watashi, nōryoku wa heikinchi de tte itta yo ne! (私、能力は平均値でって言ったよね！) est initialement publiée en ligne sur le site au contenu généré par les utilisateurs Shōsetsuka ni narō le 6 avril 2012, et dont la publication est toujours en cours. Earth Star Entertainment a acquis les droits d'édition de la série pour une publication physique et l'a adaptée en light novel avec des illustrations d'Itsuki Akata sous sa marque de publication Earth Star Novel depuis mai 2016. À ce jour, douze volumes ont été publiés.
En Amérique du Nord, la maison d'édition Seven Seas Entertainment publie la version anglaise depuis juin 2018,.

#### Liste des volumes
| no | Japonais         | Japonais          |
| no | Date de sortie   | ISBN              |
| -- | ---------------- | ----------------- |
| 1  | 14 mai 2016      | 978-4-8030-0922-4 |
| 2  | 15 août 2016     | 978-4-8030-0949-1 |
| 3  | 15 novembre 2016 | 978-4-8030-0966-8 |
| 4  | 15 mars 2017     | 978-4-8030-1025-1 |
| 5  | 15 juin 2017     | 978-4-8030-1065-7 |
| 6  | 17 octobre 2017  | 978-4-8030-1121-0 |
| 7  | 15 mars 2018     | 978-4-8030-1160-9 |
| 8  | 14 juillet 2018  | 978-4-8030-1210-1 |
| 9  | 15 novembre 2018 | 978-4-8030-1252-1 |
| 10 | 15 mars 2019     | 978-4-8030-1281-1 |
| 11 | 16 juillet 2019  | 978-4-8030-1314-6 |
| 12 | 12 octobre 2019  | 978-4-8030-1349-8 |

### Manga
Une adaptation en manga, dessinée par Neko Mint, est lancée dans le numéro de juin 2017 du magazine de prépublication de seinen manga Comic Earth Star, paru le 5 août 2016. Les chapitres sont rassemblés et édités dans le format tankōbon par Earth Star Entertainment avec le premier volume publié en octobre 2017 ; la série compte à ce jour quatre volumes tankōbon. En Amérique du Nord, la maison d'édition Seven Seas Entertainment publie la version anglaise depuis juillet 2018,.
Watashi, nichijō wa heikinchi de tte itta yo ne! (私、日常は平均値でって言ったよね！, litt. « N'ai-je pas dit d'avoir des journées normales !? ») est une série dérivée de manga comique au format quatre cases dessinée par Ki Moritakayu, qui est aussi prépubliée dans le même magazine depuis le 11 juillet 2019. Un premier volume est publié par Earth Star Entertainment en octobre 2019.

#### Liste des volumes

##### Watashi, nōryoku wa heikinchi de tte itta yo ne!
| no | Japonais        | Japonais          |
| no | Date de sortie  | ISBN              |
| -- | --------------- | ----------------- |
| 1  | 15 mars 2017    | 978-4-8030-1009-1 |
| 2  | 17 octobre 2017 | 978-4-8030-1117-3 |
| 3  | 12 juin 2018    | 978-4-8030-1200-2 |
| 4  | 12 octobre 2019 | 978-4-8030-1343-6 |

##### Watashi, nichijō wa heikinchi de tte itta yo ne!
| no | Japonais        | Japonais          |
| no | Date de sortie  | ISBN              |
| -- | --------------- | ----------------- |
| 1  | 12 octobre 2019 | 978-4-8030-1342-9 |

### Anime
Une adaptation en anime a été annoncée le 26 février 2018,. Le projet est confirmé plus tard être une série télévisée réalisée par Masahiko Ōta au sein du studio d'animation Project No.9 avec les scripts écrits par Takashi Aoshima, les character designs de Sō Watanabe et la bande originale composée par Yasuhiro Misawa chez avex pictures,. Elle est diffusée pour la première fois au Japon entre le 7 octobre et le 23 décembre 2019 sur AT-X, et un peu plus tard sur Tokyo MX, TVA, ABC et BS11,. La série est composée de 12 épisodes répartis dans trois coffrets Blu-ray/DVD.
Crunchyroll détient les droits de diffusion en streaming de l'anime dans le monde entier, excepté en Asie, sous le titre anglais Didn't I Say to Make My Abilities Average in the Next Life?!,. En Asie du Sud-Est, la diffusion en simulcast est assurée par Aniplus Asia.
La chanson de l'opening de la série, intitulée Smile Skill = Sukiskill (スマイルスキル＝スキスキル！, Sumairusukiru = Sukisukiru!), est interprétée par les membres de l'Akaki Chikai doublées par Azumi Waki, Sora Tokui, Fumiko Uchimura et Masumi Tazawa, tandis que celle de l'ending, intitulée Genzai ↑ Banzai ↑ (ゲンザイ↑バンザイ↑), est également interprétée par Azumi Waki sous le nom de son personnage, Mile.

#### Liste des épisodes
| No | Titre français                                         | Titre japonais                         | Titre japonais                           | Date de 1re diffusion |
| No | Titre français                                         | Kanji                                  | Rōmaji                                   | Date de 1re diffusion |
| -- | ------------------------------------------------------ | -------------------------------------- | ---------------------------------------- | --------------------- |
| 1  | On avait dit un nouveau départ dans un nouveau monde ! | 新天地でやり直しって言ったよね！       | Shintenchi de yarinaoshi tte itta yo ne! | 7 octobre 2019        |
| 2  | On avait dit qu'on ferait équipe à quatre !            | 四人でパーティーって言ったよね！       | Yonin de Pātī tte itta yo ne!            | 14 octobre 2019       |
| 3  | On avait dit une fin de formation discrète !           | 卒業は地味にって言ったよね！           | Sotsugyō wa jimi ni tte itta yo ne!      | 21 octobre 2019       |
| 4  | On avait dit un premier pas pour le Serment rouge !    | 赤き誓いの第一歩って言ったよね！       | Akaki chikai no daiippo tte itta yo ne!  | 28 octobre 2019       |
| 5  | On avait dit le passé de tout le monde !               | みんなの昔話って言ったよね！           | Minna no mukashibanashi tte itta yo ne!  | 4 novembre 2019       |
| 6  | On avait dit qu’on n’irait pas en forêt !              | もう森へなんて行かないって言ったよね！ | Mō mori e nante ikanai tte itta yo ne!   | 11 novembre 2019      |
| 7  | On avait dit des vacances de temps en temps !          | たまには休暇って言ったよね！           | Tamani wa kyūka tte itta yo ne!          | 18 novembre 2019      |
| 8  | On n'avait pas dit que Pauline se mariait !            | ポーリンが結婚って言ってないよね?!     | Pōrin ga kekkon tte ittenai yo ne?!      | 25 novembre 2019      |
| 9  | On avait dit une chasse à la vouivre !                 | ワイバーン討伐って言ったよね！         | Waibān tōbatsu tte itta yo ne!           | 2 décembre 2019       |
| 10 | On avait dit de garder secret la surprise !            | サプライズは内緒でって言ったよね！     | Sapuraizu wa naisho de tte itta yo ne!   | 9 décembre 2019       |
| 11 | On avait dit pas d’orgueil !                           | 慢心は禁物って言ったよね！             | Manshin wa kinmotsu tte itta yo ne!      | 16 décembre 2019      |
| 12 | On avait dit que le Serment rouge était immortel !     | 赤き誓いは不滅って言ったよね！         | Akaki chikai wa fumetsu tte itta yo ne!  | 23 décembre 2019      |

### Sources
1. 1 2 3  (en) Karen Ressler, « Didn't I Say to Make My Abilities Average in the Next Life?! Light Novels Get Anime Project : Seven Seas has licensed novels, manga », sur Anime News Network, 26 février 2018 (consulté le 28 juillet 2019)
2. 1 2  (ja) « 転生少女は“普通”に憧れる「私、能力は平均値でって言ったよね！」アニメ化進行中 », sur natalie.mu,‎ 21 octobre 2018 (consulté le 28 juillet 2019)
3. 1 2 3  (en) Karen Ressler, « Seven Seas Licenses Arifureta Manga, Didn't I Say to Make My Abilities Average in the Next Life?! Light Novels & Manga : Seven Seas is also publishing original Arifureta novels », sur Anime News Network, 11 septembre 2018 (consulté le 28 juillet 2019)
4. 1 2  (ja) FUNA, « 私、能力は平均値でって言ったよね！ », sur Shōsetsuka ni narō,‎ 14 janvier 2016 (consulté le 28 juillet 2019)
5. 1 2  (en) Rafael Antonio Pineda, « 'Didn't I Say to Make My Abilities Average in the Next Life?!' Anime Reveals Visual, October TV Premiere : Seven Seas has licensed novels, manga », sur Anime News Network, 1er juillet 2019 (consulté le 28 juillet 2019)
6. 1 2  (ja) « 「私、能力は平均値でって言ったよね！」マンガ化、アース・スターで開始 », sur natalie.mu,‎ 5 août 2016 (consulté le 28 juillet 2019)
7. 1 2  (en) Rafael Antonio Pineda, « 'Didn't I Say to Make My Abilities Average in the Next Life?!' Anime's Video Reveals October 7 Premiere : Video also previews opening, ending theme songs », sur Anime News Network, 28 août 2019 (consulté le 28 août 2019)
8. 1 2  (ja) « ON AIR », sur Site officiel (consulté le 28 août 2019)
9. ↑  (ja) FUNA, « 私、能力は平均値でって言ったよね！ : 78 閑話 », sur Shōsetsuka ni narō,‎ 13 mai 2016 (consulté le 28 juillet 2019)
10. 1 2 3 4 5 6 7 8 9 10  (ja) « Cast/Staff キャスト/スタッフ », sur Site officiel (consulté le 28 juillet 2019)
11. 1 2 3 4  (en) Rafael Antonio Pineda, « 'Didn't I Say to Make My Abilities Average in the Next Life?!' Anime's Video Reveals Cast, Staff : project No.9 produces October TV anime starring Azumi Waki, Sora Tokui, Fumiko Uchimura, Masumi Tazawa », sur Anime News Network, 25 juillet 2019 (consulté le 28 juillet 2019)
12. ↑  (ja) FUNA, « 私、能力は平均値でって言ったよね！ : 107 全力 », sur Shōsetsuka ni narō,‎ 9 août 2016 (consulté le 28 juillet 2019)
13. 1 2 3  (en) Jennifer Sherman, « 'Didn't I Say to Make My Abilities Average in the Next Life?!' Anime Reveals 3 More Cast Members : Maki Kawase, Kiyono Yasuno, Hisako Tōjō join cast », sur Anime News Network, 30 septembre 2019 (consulté le 7 octobre 2019)
14. 1 2  (en) Rafael Antonio Pineda, « 'Didn't I Say to Make My Abilities Average in the Next Life?!' Anime Casts Wataru Hatano, Hiyori Kono : Anime based on FUNA's light novel series premieres in October », sur Anime News Network, 8 août 2019 (consulté le 8 août 2019)
15. 1 2 3  (ja) « 「私、能力は平均値でって言ったよね！」4巻＆日常スピンオフ1巻、小説も同発 », sur natalie.mu,‎ 8 octobre 2019 (consulté le 11 octobre 2019)
16. ↑  (en) « Book: Didn’t I Say to Make My Abilities Average in the Next Life?! (Light Novel) Vol. 1 », sur Seven Seas Entertainment (consulté le 28 juillet 2019)
17. ↑  (ja) « 「平均値」1巻、優秀すぎる少女が転生……普通の子に生まれたいと願ったはずが », sur natalie.mu,‎ 15 mars 2017 (consulté le 28 juillet 2019)
18. ↑  (en) « Book: Didn’t I Say to Make My Abilities Average in the Next Life?! (Manga) Vol. 1 », sur Seven Seas Entertainment (consulté le 28 juillet 2019)
19. ↑  (ja) « 「のうきん」スピンオフ４コマ「私、日常は平均値でって言ったよね！」連載決定！ », sur ln-news.com,‎ 11 juillet 2019 (consulté le 28 juin 2019)
20. ↑  (ja) « アニメ「のうきん」は太田雅彦監督×あおしまたかし構成、主人公役に和氣あず未 », sur natalie.mu,‎ 25 juillet 2019 (consulté le 28 juillet 2019)
21. ↑  (ja) « アニメBlu-rayシリーズが12月20日(金)より発売決定！ 店舗別特典も決定！ », sur Site officiel,‎ 14 octobre 2019 (consulté le 15 octobre 2019)
22. ↑  (en) Jennifer Sherman, « Crunchyroll Expo Hosts Premiere of 'Didn't I Say to Make My Abilities Average in the Next Life?!' Anime (Update) : October series' English-subtitled trailer streamed », sur Anime News Network, 23 août 2019 (consulté le 28 août 2019)
23. ↑  GoToon, « ANNONCE : Didn't I Say To Make My Abilities Average In The Next Life?! cet automne sur Crunchyroll », sur Crunchyroll, 23 août 2019 (consulté le 25 août 2019)
24. ↑  (en) Rafael Antonio Pineda, « Aniplus Asia Airs 'Didn't I Say to Make My Abilities Average in the Next Life?!' Anime : Also: Kemono Michi: Rise Up anime's premiere time changed to 11:30 p.m. GMT +8 on October 6 », sur Anime News Network, 4 octobre 2019 (consulté le 7 octobre 2019)
25. ↑  (ja) « アニメ「のうきん」メインキャラ4人の設定画＆キャストコメント、OP・EDも決定 », sur natalie.mu,‎ 7 août 2019 (consulté le 7 août 2019)

### Œuvres
Light novel
1. 1 2  (ja) « 私、能力は平均値でって言ったよね！　① », sur Earth Star Entertainment (consulté le 28 juillet 2019)
2. 1 2  (ja) « 私、能力は平均値でって言ったよね！　② », sur Earth Star Entertainment (consulté le 28 juillet 2019)
3. 1 2  (ja) « 私、能力は平均値でって言ったよね！　③ », sur Earth Star Entertainment (consulté le 28 juillet 2019)
4. 1 2  (ja) « 私、能力は平均値でって言ったよね！　④ », sur Earth Star Entertainment (consulté le 28 juillet 2019)
5. 1 2  (ja) « 私、能力は平均値でって言ったよね！　⑤ », sur Earth Star Entertainment (consulté le 28 juillet 2019)
6. 1 2  (ja) « 私、能力は平均値でって言ったよね！　⑥ », sur Earth Star Entertainment (consulté le 28 juillet 2019)
7. 1 2  (ja) « 私、能力は平均値でって言ったよね！　⑦ », sur Earth Star Entertainment (consulté le 28 juillet 2019)
8. 1 2  (ja) « 私、能力は平均値でって言ったよね！　⑧ », sur Earth Star Entertainment (consulté le 28 juillet 2019)
9. 1 2  (ja) « 私、能力は平均値でって言ったよね！　⑨ », sur Earth Star Entertainment (consulté le 28 juillet 2019)
10. 1 2  (ja) « 私、能力は平均値でって言ったよね！　⑩ », sur Earth Star Entertainment (consulté le 28 juillet 2019)
11. 1 2  (ja) « 私、能力は平均値でって言ったよね！　⑪ », sur Earth Star Entertainment (consulté le 28 juillet 2019)
12. 1 2  (ja) « 私、能力は平均値でって言ったよね！　⑫ », sur Earth Star Entertainment (consulté le 11 octobre 2019)

Manga
Watashi, nōryoku wa heikinchi de tte itta yo ne!
1. 1 2  (ja) « 私、能力は平均値でって言ったよね！１巻 », sur Earth Star Entertainment (consulté le 28 juillet 2019)
2. 1 2  (ja) « 私、能力は平均値でって言ったよね！２巻 », sur Earth Star Entertainment (consulté le 28 juillet 2019)
3. 1 2  (ja) « 私、能力は平均値でって言ったよね！３巻 », sur Earth Star Entertainment (consulté le 28 juillet 2019)
4. 1 2  (ja) « 私、能力は平均値でって言ったよね！４巻 », sur Earth Star Entertainment (consulté le 11 octobre 2019)

Watashi, nichijō wa heikinchi de tte itta yo ne!
1. 1 2  (ja) « 私、日常は平均値でって言ったよね！１巻 », sur Earth Star Entertainment (consulté le 11 octobre 2019)